# Datang (sockenhuvudort i Kina, Jiangxi Sheng, lat 28,78, long 116,52)
Datang är en sockenhuvudort i Kina. Den ligger i provinsen Jiangxi, i den sydöstra delen av landet, omkring 63 kilometer öster om provinshuvudstaden Nanchang. Antalet invånare är 8 263. Befolkningen består av 3 994 kvinnor och 4 269 män. Barn under 15 år utgör 23,0 %, vuxna 15-64 år 70 %, och äldre över 65 år 6,0 %.
Runt Datang är det tätbefolkat, med 442 invånare per kvadratkilometer. Närmaste större samhälle är Yugan, 18,6 km sydost om Datang. Trakten runt Datang består till största delen av jordbruksmark.
Genomsnittlig årsnederbörd är 2 308 millimeter. Den regnigaste månaden är juni, med i genomsnitt 395 mm nederbörd, och den torraste är oktober, med 33 mm nederbörd.